# Verlaine (Belgien)
Verlaine ist eine Gemeinde in der belgischen Provinz Lüttich. Sie besteht aus den Ortschaften Verlaine, Bodegnée, Chapon-Seraing und Seraing-le-Château.
Le Petit Paradis (dt. das kleine Paradies) ist ein archäologischer Fundplatz bei Verlaine.

## Weblinks

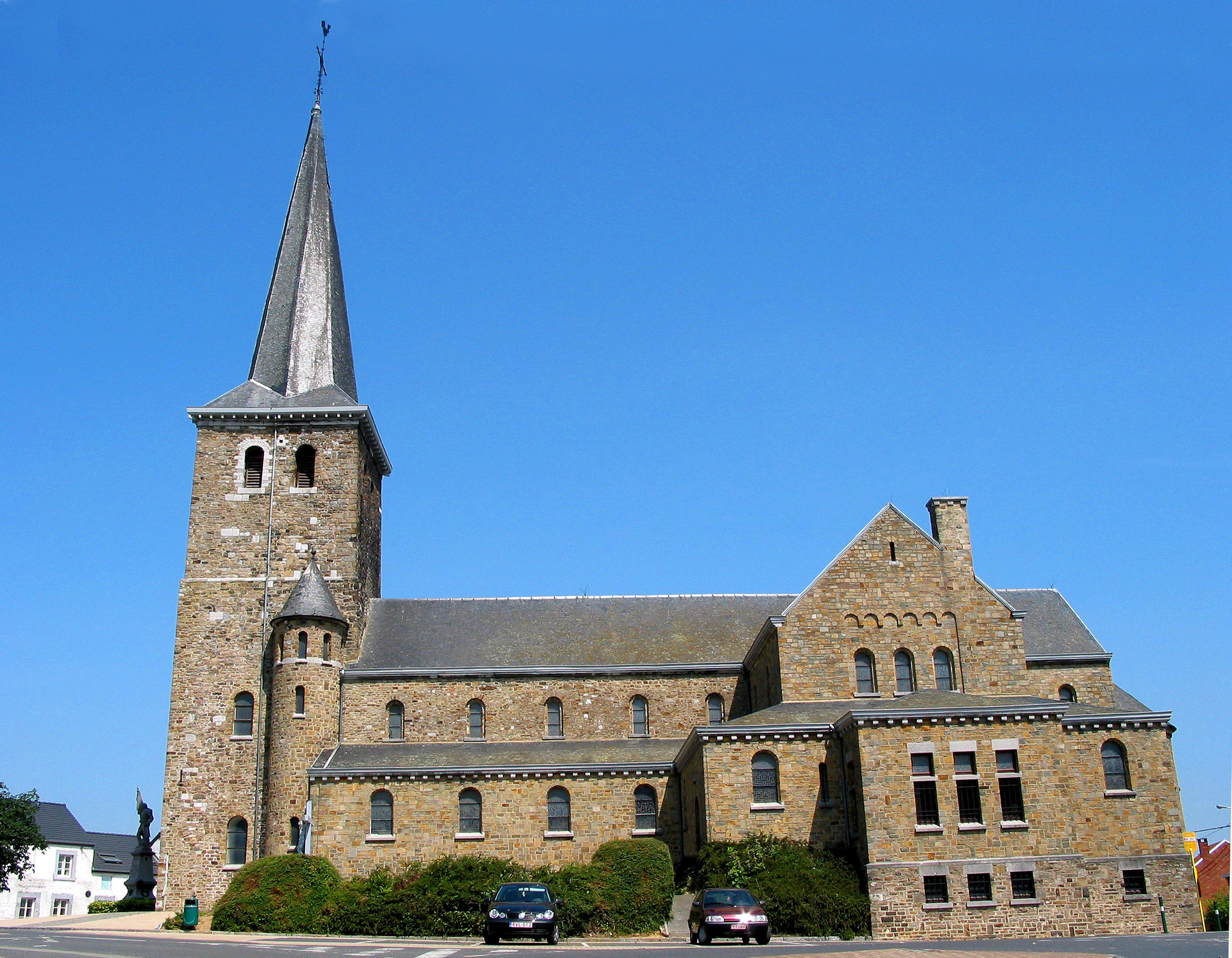
Kirche von Verlaine